# Woche für Woche
Woche für Woche ist ein deutscher Fernsehfilm aus dem Jahr 2009. Die Familien-Komödie erzählt die Geschichte eine Scheidung eines Eltenpaares aus Sicht des Kindes, Felix Weingarten. Produziert wurde der Film vom Cinecentrum Berlin im Auftrag des WDR. Der Film wurde zum ersten Mal am 11. März 2009 im Programm von Das Erste ausgestrahlt.  Die Hauptpersonen des Films sind  der siebenjährige Felix Weingarten (Jannis Michel) selbst, Felix’ Eltern Miriam und Paul Weingarten, (Tanja Wedhorn und Hans-Jochen Wagner) und Felix’ bester Freund Cerem, dessen Eltern aus der Türkei stammen.
Im Film wird die innere Zerrissenheit von Felix thematisiert. Diese innere Zerrissenheit kommt auch in Monologen Felix’ zum Ausdruck, in denen er für seine Mitwelt nicht hörbar zu Gott betet.

## Handlung
Zum Anfang des Filmes trennen sich die Felix’ Eltern. Die Eltern möchten aber weiterhin zusammen das Sorgerecht für ihr gemeinsames Kind übernehmen. Sie einigen sich darauf, Felix jeweils eine ganze Woche zu betreuen und in der darauffolgenden Woche die Betreuung dem anderen Elternteil zu überlassen (Paritätisches Wechselmodell). Diese salomonische Lösung stellt sich schnell als ein für alle Parteien belastendes Verfahren heraus. Felix’ Eltern sehen sich daher nicht mehr in der Lage, das Verfahren länger durchzustehen.
Sie sprechen dies beim Familientherapeuten Dr. Theodor Samel an. Dabei treten die bisher im Hintergrund gehaltenen Konflikte zwischen ihnen zu Tage, etwa die verschiedenen Erziehungsvorstellungen der Eltern. Während die Mutter Felix nach bestem Wissen zu fördern sucht und ihn dementsprechend zu diversen Kursen (Yoga …) schickt, glaubt der Vater, seinem Sohn einen großen Freiraum geben zu müssen. Er geht mit ihm zusammen auf die Kartbahn oder ins Kino. Zudem ist Miriam auf Paul eifersüchtig, da dieser eine Affäre mit Nike Svensson hat. Felix, der nicht an den Therapiesitzungen teilnimmt, glaubt, der Therapeut hätte eine Mitschuld an den Streitereien seiner Eltern.
Als Paul von seiner Frau in seiner Tischlerwerkstatt besucht wird,
erzählt Miriam, sie hätte zu Felix’ Geburtstag die Einladungskarten geschrieben und alle Kinder zu sich eingeladen. Dies ist für den Vater nicht akzeptabel, da er in dieser Woche für Felix’ Betreuung zuständig ist.
In dem sich daraus entwickelnden Streit verlangt er von ihr, sie solle den Wagen verkaufen und sich eine Anstellung suchen. Im Gegenzug verlangt sie, er solle den Wohnungsschlüssel zu der von ihr bewohnten Wohnung, zurückgeben.
Im darauf folgenden Gespräch der Eltern mit Dr. Samel schlägt dieser vor, den Geburtstag weder beim Vater noch bei der Mutter, sondern an einem neutralen Ort durchzuführen. Die Eltern entscheiden sich für einen Indoor-Spielplatz. Da die Einladungskarten schon geschrieben und verteilt sind, muss Felix noch einmal Einladungen verteilen. Die meisten eingeladenen Kinder verwirrt dies. Die einzigen Gäste sind Felix’ Familie mütterlicherseits und Cerem. Cerems großer Bruder verlässt jedoch mit Cerem zusammen den Geburtstag schnell wieder.
In den nächsten Tagen meldet sich Miriam auf dem Arbeitsamt. Dort verliebt sie sich in ihren Arbeitsvermittler Holger Bartel. Schnell findet der Arbeitsvermittler heraus, wie die Eltern Felix betreuen. Er und seine Frau wären bei ihrer gemeinsamen Tochter genau gleich vorgegangen. Da sie jedoch überfordert waren, hätten sie sich schließlich auf ein anderes Verfahren geeinigt.
Da Felix’ Verdacht, Dr. Samuel würde den Streit zwischen seinen Eltern befeuern, wächst, beschließt Felix, sich an Dr. Samuel zu rächen. Er lauert dem Therapeuten vor seiner Praxis auf. Als dieser die Praxis verlässt, beschießt er ihn mit seiner Zwille.
Der Psychologe hat ihn aber gesehen und verfolgt ihn in den Park. Dr. Samuel kannte Felix vorher nur aus Erzählungen der Eltern.
Daher erkennt er Felix nicht und geht zunächst von einem gewöhnlichen Streich aus. Er will daher den Namen seiner Eltern erfahren. Erst nachdem Felix den Namen seiner Eltern sagt, erkennt er ihn.
Daraufhin beschließt der Psychotherapeut, Felix zu sich nach Hause einzuladen. Dort spricht er mit Felix über seine Motive. Als sich herausstellt, dass Felix wütend auf den Psychotherapeuten ist, erklärt Dr. Samel ihm, dass seine Sorgen unbegründet sind. Felix begreift, dass er den Psychologen verletzt hat und beschließt, ihm eine Wiedergutmachung, eine in der Mitte geteilte Holzfigur, zu schenken.
Beim nächsten Termin der Eltern beim Psychologen stellt dieser die Figur für die Eltern offen auf den Schreibtisch, ohne sie jedoch explizit darauf hinzuweisen. Der Psychologe legt nun neue Spielregeln fest. Felix soll nun nicht mehr Gegenstand der Gespräche mit dem Psychologen sein. In den nächsten Tagen entspannt sich sowohl für Felix als auch seine Eltern die Lage. Bei einem gemeinsamen Essen von Miriam, Paul, Holger Bartel und Nike Svensson mit Felix und Holger Bartels Tochter aus seiner geschiedenen Ehe deutet die Handlung an, dass es wieder zur Annäherung von Miriam und Paul und wohl auch zur Annäherung von Holger Bartel und Nike Svensson kommt. Felix verlässt mit Holger Bartels Tochter das Zimmer und bittet Gott, sich um die Erwachsenen zu kümmern, ihm gehe es jetzt gut.

## Kritik
„Nachdenklich stimmende Familienkomödie um die Situation von Trennungs- und Scheidungskindern, die dem Verhalten ihrer Eltern recht schutzlos ausgesetzt sind.“

„Einmal mehr drehte Regisseur Martin Gies ein Drama, die dieses Mal allerdings nur stellenweise überzeugen kann. Zu konstruiert wirkt die Geschichte, die er wie "Reife Leistung" nach einem Drehbuch von Silke Zertz inszenierte. So wird etwa das Schicksal des kleinen Felix nach einer Anfangssequenz nicht weiter ausgelotet, vielmehr konzentriert sich die Geschichte auf das Beziehungsgeflecht der beiden getrennt lebenden Eheleute. Nur dank gut aufgelegter Darsteller akzeptable TV-Kost!“

„Zwei Zimmer, zwei Zahnbürsten, zwei Ritterburgen: Der siebenjährige Felix muss sich zwischen seinen geschiedenen Eltern aufteilen… Ernster Stoff, federleicht inszeniert.“

## Rollen

### Felix’ Familie
Felix’ Familie lebt bis zur Trennung als Kleinfamilie. Nach der Trennung tritt die alte Beziehung Miriams zu ihrer Mutter wieder Stärker in den Vordergrund. Felix Familie besteht aus:
- Felix Weingarten selbst, gespielt von Jannis Michel, ist ein schüchterner Junge.
- Felix’ Eltern Miriam Weingarten, gespielt von Tanja Wedhorn, und Paul Weingarten, gespielt von Hans-Jochen Wagner.
- Oma Emma, die Mutter Miriams, gespielt von Katharina Koschni, versucht Miriam bei der für sie schwierigen Situation zu helfen.
- Uroma Lene, Ruth-Preller Gutdeutsch, die Mutter Emmas, ist im Krieg groß geworden. Daher versteht sie die Sorgen Miriams nicht.
- Ur-Ur-Oma Lilly, gespielt von Maria Mägdefrau, die Mutter Lenes, ist an Demenz erkrankt. Sie wird unter anderem von Miriam versorgt.
- die Großtante Mütterlicherseits Regine, gespielt von Barbara Teuber, besucht Felix an seinem achten Geburtstag.
- Die Großeltern väterlicherseits sind nur in einer Komparsenrolle zu sehen, sie kommen nicht zu Felix Geburtstag.

### Cerems Familie
Im Gegensatz zu Felix’ Familie ist die Familie Cerems eine türkische Großfamilie. In der Familie wird die Tradition und insbesondere der Islam gelebt. Daher lernt Felix hier diese Religion kennen. Cerem und Felix tauschen sich über den Islam und das Christentum aus. Cerem lebt mit seinen beiden größeren Brüdern und seinen beiden Schwestern in dem Haus, das Felix’ Vater nach der Trennung bezieht. Cerems Familie besteht aus:
- Cerem selbst, beneidet Felix um seinen hohen materiellen Lebensstandard, bemerkt aber auch, dass Felix nicht glücklich damit ist.
- Cerems älterem Bruder, er beschützt Felix, als dieser unter einer Eisenbahnbrücke von Bully kid und seiner Jugendgang attackiert wird.
- Cerems Elten
- Cerems großen Schwestern, als Felix Cerem besucht, sieht Felix, wie die älteren Schwestern nicht am gemeinsamen Abendessen teilnehmen, sondern an (vermutlich Cerems) Hausaufgaben arbeiten. Als Felix fragt, warum sie nicht beim Essen seien, spricht Cerem etwas auf Türkisch zu ihnen und verlässt zusammen mit Felix den Raum wieder.

### Weitere Rollen

#### Personen, mit denen Felix Kontakt hat
- Bully kid, gespielt von Marcel Nievelstein, und seine Jugendgang, sie verlangen von Felix Geld und demütigen ihn.
- die Fußballer, bestehen zum Teil aus Cerem und seinen Brüdern. Da Felix kein guter Fußballer ist, wechseln sie ihn schnell wieder aus.
- die Tochter Holger Bartels lernt Felix kennen, nachdem sich Felix’ Mutter und Holger Bartel verliebt haben.
- Auch Felix’ Klasse bemerkt Felix’ Unsicherheit. Diese nutzt sie, um Felix zu ärgern.

#### Personen, mit denen Felix’ Eltern Kontakt haben
- Der Familien- und Psychotherapeut Dr. Theodor Samel, gespielt von Ullrich Gebauer, wird von Felix’ Eltern kontaktiert. Er soll die Trennung therapeutisch begleiten. Da Felix nie an einer Therapiesitzung teilnimmt, verdächtigt er ihn, die Trennung seiner Eltern zu unterstützen.
- der Arbeitsvermittler Holger Bartel, gespielt von Dominic Boeer, wird von Miriam kontaktiert. Er soll Miriam einen Arbeitsplatz vermitteln. Bei der ersten Sitzung verlieben sie sich.
- Mit der Wohnungsvermittlerin Nike Svensson hat Paul ein Verhältnis. Sie verhilft Paul zu der neuen Wohnung.
- Amelie – Felix’ Babysitterin